# Alteratie (Amsterdam)

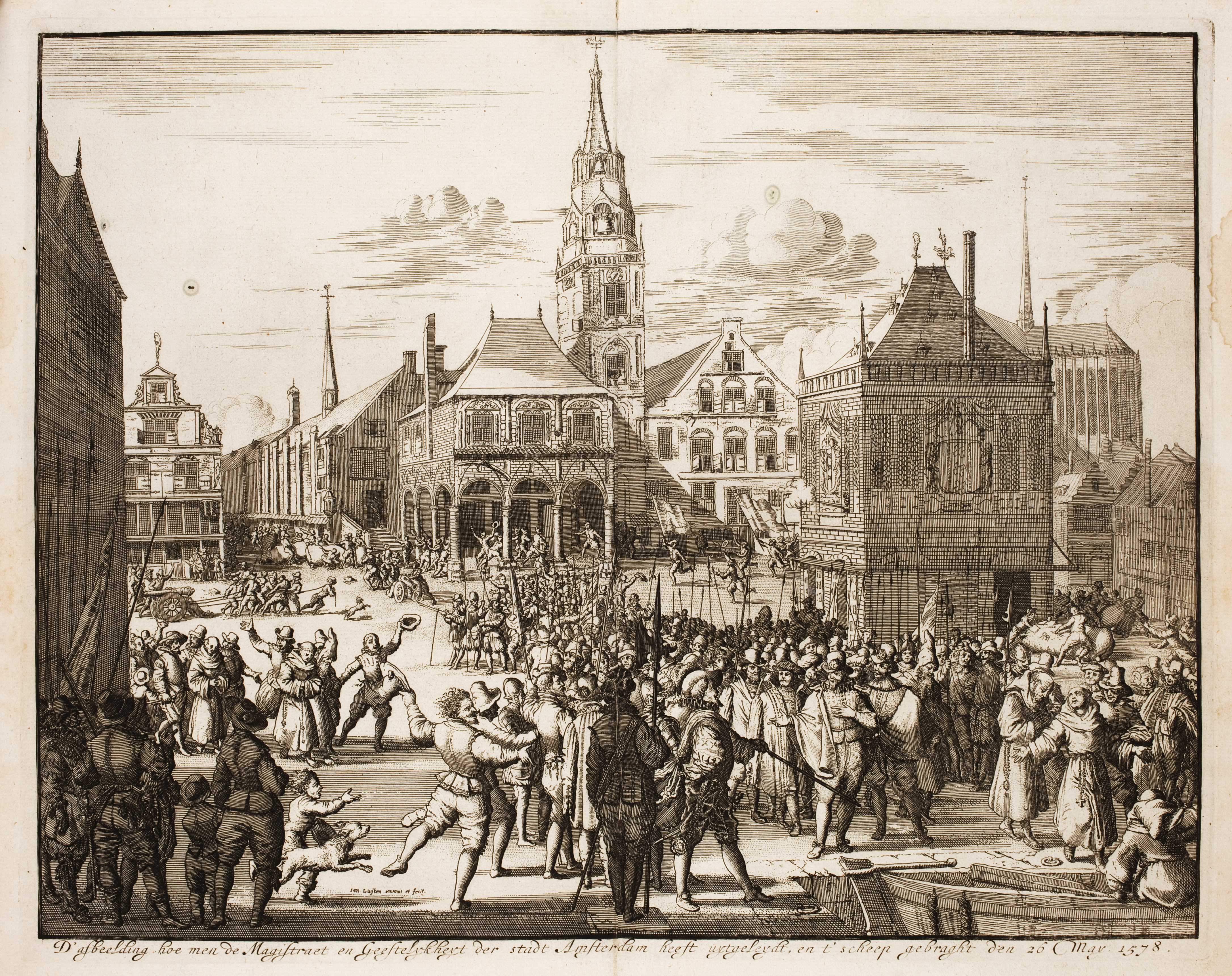
26 mai 1578, les magistrats et prêtres catholiques sont chassés d'Amsterdam.

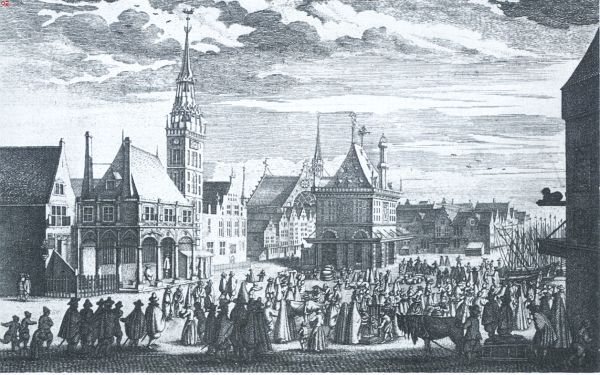
Vue de l'ancienne mairie sur le Dam sur une gravure du XVII.

L'Alteratie en néerlandais (« Changement » ou  « Altération » en français) désigne un épisode majeur de l'histoire d'Amsterdam qui se produisit le 26 mai 1578, lorsque le gouvernement catholique de la ville fut renversé. Les intérêts commerciaux jouèrent un rôle important dans le processus à une période où Amsterdam se retrouvait de plus en plus isolée, alors que d'autres villes menaçaient de la dépasser. Personne ne fut blessé, tué ou molesté au cours du soulèvement. Le 29 mai, un nouveau conseil municipal fut formé, composé de trente calvinistes et de dix catholiques. Quelques mois plus tard, un projet d'extension du port à l'est de la ville, au niveau de l'actuel Lastage fut proposé, de même que la construction d'une nouvelle palissade de défense de la ville, au niveau de l'actuel Oudeschans. Cet épisode joua ainsi un rôle clé dans la montée en puissance de la ville au début du Siècle d'or néerlandais.

## Histoire
Le 8 février 1578, la ville, majoritairement catholique, a officiellement pris le parti de soutenir Guillaume Ier d'Orange-Nassau dans la lutte contre les Espagnols aux termes d'un accord conclu entre catholiques et protestants sous le nom de Satisfaction (nl). En contrepartie, la religion catholique devait rester la seule pratiquée à Amsterdam. 
Les catholiques n'avaient pas prévu de partager le pouvoir avec les protestants, ni de leur ouvrir certaines de leurs églises. Lassés de devoir se contenter de granges et de hangars comme lieux de prière, les protestants firent pression pour obtenir des lieux de prière. Leurs efforts étant restés vains, ils décidèrent finalement de se soulever. Le soulèvement se produisit en l'espace d'une demi-journée, sans qu'aucun sang ne coule. 
Le 26 mai de la même année, les vingt-quatre régents catholiques de la ville d'Amsterdam, le curé de la Nieuwe Kerk ainsi qu'un grand nombre de moines et de citoyens catholiques furent arrêtés par des officiers de la Schutterij d'Amsterdam. Ils furent alors conduits vers l'ancien poids public (Waag) situé sur la place du Dam. Ils furent ensuite emmenés vers des navires qui les attendaient sur le Damrak, en passant sous le insultes au milieu de deux rangées de soldats. Les bateaux furent envoyés à l'extérieur des limites de la ville où ils furent débarqués. De nombreux catholiques furent littéralement mis à la porte au niveau de la Sint Anthoniespoort (où se trouve l'actuel Waag sur Nieuwmarkt), mais ne furent pas emprisonnés.
Le 31 mai, un nouveau gouvernement municipal fut mis en place. L'exercice de la religion catholique fut autorisée moyennant le paiement de lourds impôts. Toute forme de prosélytisme catholique fut interdit et les célébrations religieuses devaient être organisées dans des lieux cachés. Les événements de mai 1578 prirent alors le nom de « Alteratie ».